# West Sullivan (Missouri)
West Sullivan est un village du comté de Crawford, dans le Missouri, aux États-Unis,.

## Démographie
Lors du recensement de 2010, le village comptait une population de 119 habitants. Elle est estimée, en 2016, à 117 habitants.

## Source de la traduction
- (en) Cet article est partiellement ou en totalité issu de l’article de Wikipédia en anglais intitulé « West Sullivan, Missouri » (voir la liste des auteurs).